# Набэсима Сигэмаса (1813—1866)
Набэсима Сигэмаса (яп. 鍋島 茂真, 18 декабря 1813 — 2 июня 1866) — самурай и управитель княжества Сага периода Эдо, 13-й глава рода Суко-Набэсима. В течение 25 лет являлся сподвижником своего младшего брата Набэсимы Наомасы, даймё Саги.

## Биография
Родился 18 декабря 1813 года как четырнадцатый сын Набэсимы Наринао, 10-го даймё Саги. В детстве носил имя Тёносин (長之進), во взрослом возрасте также был известен как Накацукаса (中務) или Ясумаса (安昌).
В 1822 году стал приёмным сыном и наследником Набэсимы Сигэоми, 12-го главы рода Суко-Набэсима. В 1825 году ему был пожалован особняк у восточных ворот замка Сага, ранее принадлежавшую роду Такая. В том же году он унаследовал семейное главенство.
В сентябре 1830 года занял должность управляющего финансами княжества. После пожара во втором дворе замка Сага в мае 1835 года Сигэмаса стал главным управляющим княжества. Также занял пост главы княжеской школы Кодокан и активно способствовал развитию образования в княжестве. Руководил расширением артиллерийских укреплений в Нагасаки и организацией литья пушек. В сентябре 1849 года за многолетние заслуги на посту управляющего ему было пожаловано право использовать камон правящего рода Саги. В 1859 году из-за проступка его вассала ушёл с должности управляющего в отставку.
Набэсима Сигэмаса умер 2 июня 1866 года в возрасте 52 лет. Был похоронен в семейном храме Ёко-дзи в Сироиси. Его сын Сигэтомо унаследовал главенство в семье.
В 1911 году ему посмертно был присвоен ранг дзюсии (4-й класс младшей степени).

## Семья
С 1832 года был женат на Ёсике (1816—1840), дочери Набэсимы Сигэоми, от которой родились 2 сына и 3 дочери. В 1841 году повторно женился на Кими (1824—1871), дочери Набэсимы Наонори, 9-го даймё Касимы, от которой родились 6 сыновей и 3 дочери.
Его дочь, Ю (1835—1885), стала женой Таку Сигэцугу, губернатора префектуры Сага.